# Анальна стадія
Анальна стадія (нім. anale Phase, англ. Anal stage) є другою стадією в теорії психосексуального розвитку Зиґмунда Фройда, що відбувається приблизно у віці від 18 місяців до трьох років. Згідно з Фройдом, у цьому віці анус є основною ерогенною зоною, і контроль над сечовим міхуром і дефекацією приносить задоволення. Основним конфліктним питанням на цьому етапі є привчання до туалету. Фіксація на цій стадії може призвести до того, що особистість буде занадто ригідною або занадто хаотичною.
Відповідно до теорії Фройда, особистість розвивається через низку стадій, зосереджених на ерогенних сферах, протягом усього дитинства. Здорова особистість у дорослому віці залежить від успішного завершення всіх цих етапів дитинства. Якщо проблеми не вирішуються на певному етапі, то відбудеться фіксація, що призводить до нездорової особистості.